# Heart (Pet Shop Boys)
Heart is een nummer van het Britse muziekduo Pet Shop Boys uit 1988. Het is de vierde en laatste single van hun tweede studioalbum Actually.

## Achtergrondinformatie
De oorsprong van het nummer gaat terug naar de sessies voor het eerste album van het duo, Please, begin 1986. Oorspronkelijk was het de bedoeling dat het duo het nummer zou aanbieden aan zangeres Hazell Dean of aan Madonna, maar uiteindelijk hielden ze het voor zichzelf. De Pet Shop Boys wilden dat het nummer gebruikt werd in de door Steven Spielberg geproduceerde film Innerspace, maar omdat het nummer het verkeerde tempo had, ging dat niet door. Het nummer heette oorspronkelijk "Heartbeat", maar de titel werd gewijzigd in "Heart" nadat drummer Jon Moss van Culture Club een groep oprichtte met de naam Heartbeat UK aankondigde. Volgens Pet Shop Boys-frontman Neil Tennant werden ze geïnspireerd door het nummer "I Like You" van Phyllis Nelson, dat werd geproduceerd door Shep Pettibone, die een remix maakte van "Heart".
"Heart" werd in veel landen een grote hit en was goed voor diverse nummer 1-noteringen, waaronder in het Verenigd Koninkrijk. In het Nederlandse taalgebied was het succes iets bescheidener; met een 11e positie in de Nederlandse Top 40, en een 7e positie in de Vlaamse Radio 2 Top 30.

## Tracklijst
- 7"

1. "Heart" – 4:16
2. "I Get Excited (You Get Excited Too)" – 4:53

- 12"

1. "Heart" (disco mix) – 8:27
2. "I Get Excited (You Get Excited Too)" – 4:53
3. "Heart" (dance mix) – 6:08